# 栃木県道179号稲沢黒羽線
栃木県道179号稲沢黒羽線（とちぎけんどう179ごう いなざわくろばねせん）は、栃木県那須郡那須町と大田原市（旧那須郡黒羽町）を結ぶ一般県道である。

## 路線概要
- 指定：1961年（昭和36年）4月1日
- 距離：4.886km
- 起点：栃木県那須郡那須町稲沢（国道294号交点）
- 終点：栃木県大田原市堀之内（栃木県道27号那須黒羽茂木線交点）

## 通過自治体
- 栃木県
  - 那須郡那須町 - 大田原市

## 交差する主な道路
- 栃木県道34号黒磯黒羽線（大田原市川田）